# Svetovno prvenstvo v motociklizmu sezona 1960
Svetovno prvenstvo v motociklizmu sezona 1960 je bila dvanajsta sezona Svetovnega prvenstva v motociklizmu.

## Velike nagrade
| Št | Velika nagrada | Dirkališče       | Zmagovalec - 125 | Zmagovalec - 250 | Zmagovalec - 350 | Zmagovalec - 500 | Poročilo |
| 1  | Francija       | Clermont-Ferrand |                  |                  | Gary Hocking     | John Surtees     | Poročilo |
| 2  | Isle of Man TT | Isle of Man      | Carlo Ubbiali    | Gary Hocking     | John Hartle      | John Surtees     | Poročilo |
| 3  | Nizozemska     | Assen            | Carlo Ubbiali    | Carlo Ubbiali    | John Surtees     | Remo Venturi     | Poročilo |
| 4  | Belgija        | Spa              | Ernst Degner     | Carlo Ubbiali    |                  | John Surtees     | Poročilo |
| 5  | Nemčija        | Solitude Circuit |                  | Gary Hocking     |                  | John Surtees     | Poročilo |
| 6  | Irska          | Dundrod          | Carlo Ubbiali    | Carlo Ubbiali    | John Surtees     | John Hartle      | Poročilo |
| 7  | Italija        | Monza            | Carlo Ubbiali    | Carlo Ubbiali    | Gary Hocking     | John Surtees     | Poročilo |

## Dirkaško prvenstvo

### Razred 500 cm3
| Mesto | Dirkač          | Št | Država          | Moštvo             | Točke | Zmage |
| ----- | --------------- | -- | --------------- | ------------------ | ----- | ----- |
| 1     | John Surtees    |    | Zdr. kraljestvo | MV Agusta          | 46    | 5     |
| 2     | Remo Venturi    |    | Italija         | MV Agusta          | 26    | 1     |
| 3     | John Hartle     |    | Zdr. kraljestvo | MV Agusta / Norton | 16    | 1     |
| 4     | Bob Brown       |    | Avstralija      | Norton             | 15    | 0     |
| 5     | Emilio Mendogni |    | Italija         | MV Agusta          | 15    | 0     |
| 6     | Mike Hailwood   |    | Zdr. kraljestvo | Norton             | 13    | 0     |
| 7     | Paddy Driver    |    | Južna Afrika    | Norton             | 9     | 0     |
| 8     | Dickie Dale     |    | Zdr. kraljestvo | Norton             | 6     | 0     |
| 9     | Jim Redman      |    | Rodezija        | Norton             | 5     | 0     |
| 10    | Tom Phillis     |    | Avstralija      | Norton             | 4     | 0     |
| =     | Alan Shepherd   |    | Zdr. kraljestvo | Matchless          | 4     | 0     |
| 12    | Ralph Rensen    |    | Zdr. kraljestvo | Norton             | 3     | 0     |
| 13    | Ladi Richter    |    | Z. Nemčija      | Norton             | 2     | 0     |
| =     | John Hempleman  |    | Nova Zelandija  | Norton             | 2     | 0     |
| 15    | Fumio Ito       |    | Japonska        | BMW                | 1     | 0     |
| =     | Rudolf Gläser   |    | Z. Nemčija      | Norton             | 1     | 0     |

### Razred 350 cm3
| Mesto | Dirkač            | Št | Država          | Moštvo             | Točke | Zmage |
| ----- | ----------------- | -- | --------------- | ------------------ | ----- | ----- |
| 1     | John Surtees      |    | Zdr. kraljestvo | MV Agusta          | 22    | 2     |
| 2     | Gary Hocking      |    | Rodezija        | MV Agusta          | 22    | 2     |
| 3     | John Hartle       |    | Zdr. kraljestvo | MV Agusta / Norton | 18    | 1     |
| 4     | Frantisek Stastny |    | Češkoslovaška   | Jawa               | 12    | 0     |
| 5     | Bob Anderson      |    | Zdr. kraljestvo | Norton             | 9     | 0     |
| 6     | Bob Brown         |    | Avstralija      | Norton             | 6     | 0     |
| 7     | Hugh Anderson     |    | Nova Zelandija  | AJS                | 5     | 0     |
| 8     | Dickie Dale       |    | Zdr. kraljestvo | Norton             | 5     | 0     |
| 9     | Paddy Driver      |    | Južna Afrika    | Norton             | 5     | 0     |
| 10    | Bob McIntyre      |    | Zdr. kraljestvo | AJS                | 4     | 0     |
| 11    | Derek Minter      |    | Zdr. kraljestvo | Norton             | 3     | 0     |
| 12    | Ralph Rensen      |    | Zdr. kraljestvo | Norton             | 2     | 0     |
| 13    | Frank Perris      |    | Zdr. kraljestvo | Norton             | 1     | 0     |
| =     | John Hempleman    |    | Nova Zelandija  | Norton             | 1     | 0     |

### Razred 250 cm3
| Mesto | Dirkač              | Št | Država          | Moštvo     | Točke | Zmage |
| ----- | ------------------- | -- | --------------- | ---------- | ----- | ----- |
| 1     | Carlo Ubbiali       |    | Italija         | MV Agusta  | 32    | 4     |
| 2     | Gary Hocking        |    | Rodezija        | MV Agusta  | 28    | 2     |
| 3     | Luigi Taveri        |    | Švica           | MV Agusta  | 11    | 0     |
| 4     | Jim Redman          |    | Rodezija        | Honda      | 10    | 0     |
| 5     | Mike Hailwood       |    | Zdr. kraljestvo | FB-Mondial | 8     | 0     |
| 6     | Tom Phillis         |    | Avstralija      | Honda      | 6     | 0     |
| 7     | Kunimitsu Takahashi |    | Japonska        | Honda      | 6     | 0     |
| 8     | Ernst Degner        |    | V. Nemčija      | MZ         | 5     | 0     |
| 9     | Tarquinio Provini   |    | Italija         | Morini     | 4     | 0     |
| =     | Kenjiro Tanaka      |    | Japonska        | Honda      | 4     | 0     |
| 11    | Bob Brown           |    | Avstralija      | Honda      | 3     | 0     |
| =     | John Hempleman      |    | Nova Zelandija  | MZ         | 3     | 0     |
| =     | Dickie Dale         |    | Zdr. kraljestvo | MZ         | 3     | 0     |
| 14    | Michio Kitano       |    | Japonska        | Honda      | 2     | 0     |
| =     | Alberto Pagani      |    | Italija         | Aermacchi  | 2     | 0     |
| =     | Gilberto Milani     |    | Italija         | Honda      | 2     | 0     |
| 17    | Naomi Taniguchi     |    | Japonska        | Honda      | 1     | 0     |
| =     | Günter Beer         |    | Z. Nemčija      | Adler      | 1     | 0     |
| =     | Yukio Satoh         |    | Japonska        | Honda      | 1     | 0     |

### Razred 125 cm3
| Mesto | Dirkač              | Št | Država          | Moštvo    | Točke | Zmage |
| ----- | ------------------- | -- | --------------- | --------- | ----- | ----- |
| 1     | Carlo Ubbiali       |    | Italija         | MV Agusta | 24    | 4     |
| 2     | Gary Hocking        |    | Rodezija        | MV Agusta | 18    | 0     |
| 3     | Ernst Degner        |    | V. Nemčija      | MZ        | 16    | 1     |
| 4     | Bruno Spaggiari     |    | Italija         | MV Agusta | 12    | 0     |
| 5     | John Hempleman      |    | Nova Zelandija  | MZ        | 10    | 0     |
| 6     | Luigi Taveri        |    | Švica           | MV Agusta | 6     | 0     |
| 7     | Jim Redman          |    | Rodezija        | Honda     | 6     | 0     |
| 8     | Alberto Gandossi    |    | Italija         | MZ        | 4     | 0     |
| 9     | Bob Anderson        |    | Zdr. kraljestvo | MZ        | 2     | 0     |
| 10    | Naomi Taniguchi     |    | Japonska        | Honda     | 1     | 0     |
| =     | Giichi Suzuki       |    | Japonska        | Honda     | 1     | 0     |
| =     | Mike Hailwood       |    | Zdr. kraljestvo | Ducati    | 1     | 0     |
| =     | Kunimitsu Takahashi |    | Japonska        | Honda     | 1     | 0     |